# Шихалліонський експеримент
56°40′04″ пн. ш. 4°05′52″ зх. д. / 56.667777777778° пн. ш. 4.0977777777778° зх. д.

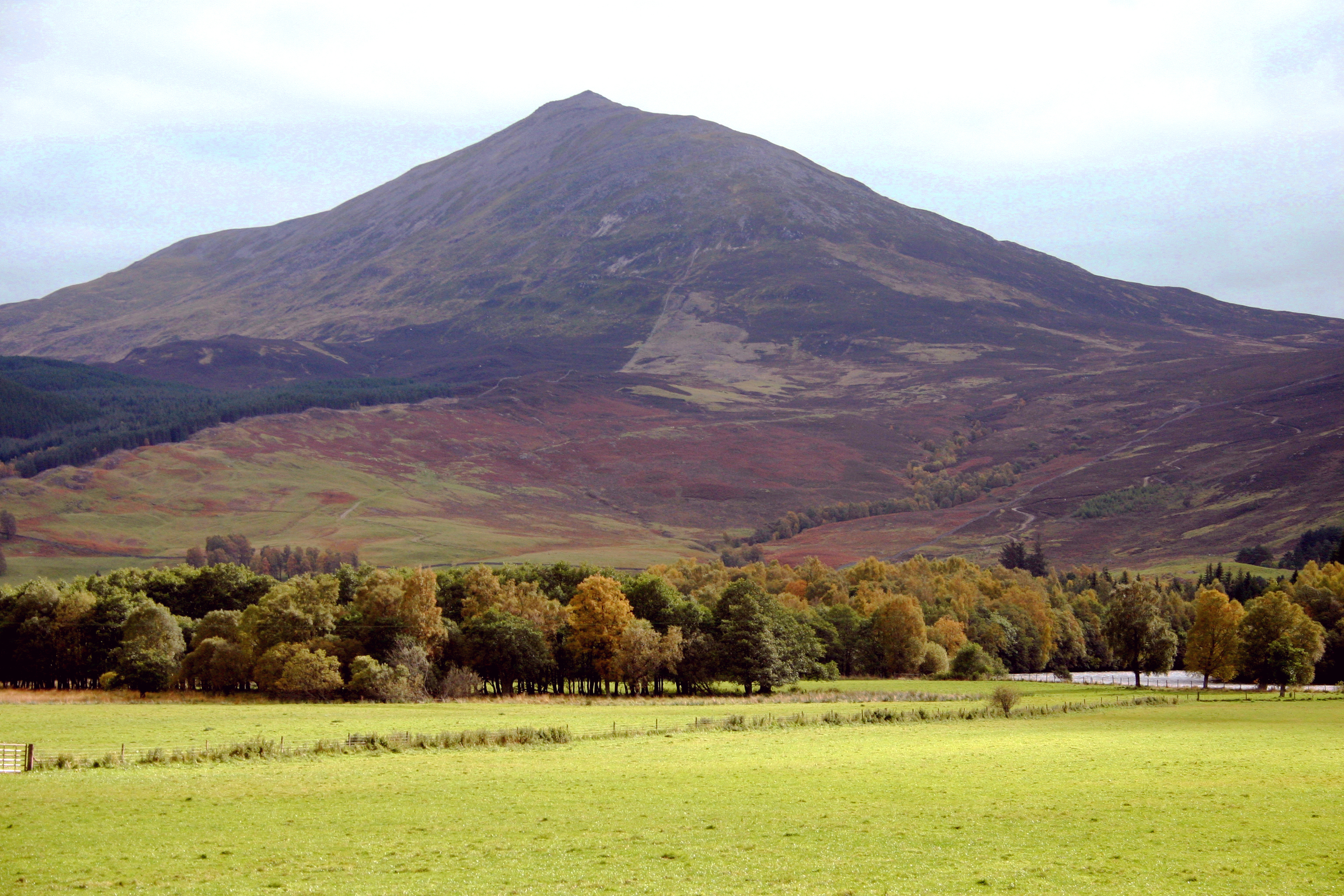
Гора Шихалліон — ізольоване положення та симетрична форма гори добре підходили для експерименту

Шихалліонський експеримент (англ. Schiehallion experiment) — експеримент з метою визначення середньої густини Землі, проведений влітку 1774 в районі шотландської гори Шихалліон в Пертширі за фінансової підтримки гранту Лондонського королівського товариства. Експеримент включав вимір малих відхилень від вертикалі підвісу маятника через гравітаційне тяжіння прилеглої гори. Шихалліон вважався ідеальним місцем після пошуку гір-кандидатів завдяки своїй ізоляції та майже симетричній формі.
Постановка експерименту раніше розглядалася Ісааком Ньютоном як практична демонстрація його теорії гравітації, але він висловив сумніви щодо достатньої точності вимірювань 
Група вчених, зокрема королівський астроном Невіль Маскелін, була переконана, що ефект можна виявити, і Маскелін взявся за проведення досліду. Кут відхилення залежав від відношення густини та об'єму Землі та гори: якщо можна було визначити густину та об'єм Шихалліона, то можна було визначити і густину Землі. Ця величина також дає приблизні значення для густин інших планет, їх супутників і Сонця, які раніше були відомі тільки з точки зору їх співвідношень..